# وادية
وادية هي مدينة صغيرة توجد بسريلانكا.

## روابط خارجية
- Department of Census and Statistics -Sri Lanka